# Cratere Tuskegee
Tuskegee  è un cratere sulla superficie di Marte.